# Brasão de armas do Mali

Emblema do Mali

Emblema do Mali de 1961-1982

O brasão de armas do Mali foi instituído pelo Despacho de 20 de Outubro de 1973. 
O brasão da República do Mali tem uma forma circular. Ele mostra sobre um fundo azul claro: 
- no meio, a mesquita de Djenné, a ouro;
- acima da mesquita, um abutre deslizando em voo, a ouro;
- em baixo, o nascer do Sol, a ouro;
- em frente ao Sol, dois arcos dobrados, cada um com a sua flecha, de cor branca;
- em volta, as inscrições "République du Mali" e acima "Un Peuple, Un But, Une Foi", em letras pretas.